# 越南第三次北屬時期
越南第三次北屬時期（越南语：／?），該時期的越南受中國的隋、唐、武周等王朝統治，是越南北屬時期的一部分。此一時期的起訖時間，越南史家陳重金（即陳仲金）定為603年至939年；另有定為602年－905年。是越南歷史上被中國隋朝及唐朝統治，並過渡至獨立建國的時期。602年，隋文帝派遣大將劉方平定了前李朝李佛子的勢力，將今越南北部直接置於隋朝的統治之下。621年，唐朝取代隋朝並繼續統治安南，並設置都護府（曾稱作交州總管府、交州都督府、安南都護府、鎮南都護府等）及節度使等軍政官署，管轄當地。在第三次北屬期間，該地曾爆發多起民變，並受環王國（位於現今越南中、南部）、闍婆（位於爪哇）、南詔國（位於中國西南）的侵擾。到唐末五代時期，曲承裕成為靜海節度使，其後，越南人士逐漸取得自主權力，標誌著第三次北屬時期結束。

## 歷史沿革

### 隋朝對越地加強統治
公元6世紀中期，中國南朝梁轄下的交州地區（在今越南北部），爆發李賁的起事，並割據當地，越南史上稱作「前李朝」。到589年，隋朝（581年─618年）統一中國，越地則有李佛子勢力的盤踞。關於李佛子政權與隋室的關係，學者王承文根據出土碑銘《舍利塔銘》（601年刻成，2004年在北寧省順城縣出土）的內容，認為隋帝詔令亦得在交州執行，因此李氏應與隋廷處於隸屬關係。602年，李佛子起事，隋文帝派交州道行軍總管劉方率兵南下，行軍順利，並向李佛子勸降。李佛子「懼而降」，於是將之遣送隋朝國都大興城，越南地區遂受隋朝統治。
其後，隋朝對越地的統治有所加強，這在稍後的唐朝政府亦沿襲下去。據中國大陸學者郭振鐸、張笑梅的論述，指出隋在當地，設置了一套比較完備的地方軍政機構，加強控制越地及防止林邑國（即占婆）的北犯，務求鞏固邊防。早在李佛子降後，身為交州道行軍總管的劉方便立刻在當地實行統治。604年，隋設立總管。隋煬帝時，605年，林邑國出兵北犯，劉方隨即受任為驩州道行軍總管，領兵擊敗林邑。此外，隋朝把以往的州、郡、縣地方三級制，改為郡、縣二級制，精簡了地方行政架構，以免疊床架屋。在越地，亦實行了此一模式，設置了六郡（包括交趾郡、九真郡、日南郡，和平定林邑後，一度設置了比景郡、海陽郡及林邑郡）、三十六縣。
隋煬帝末年，中國全境陷入群雄割據之局，其中之一的蕭銑據有荊州越之地，並與交趾太守丘和（原為隋廷派任）發生衝突。丘和曾致力加以抵抗，後來得知煬帝被殺，便歸附蕭銑。及至唐政權於621年消滅蕭銑，丘和再歸附唐。唐朝遂展開對越地的統治。

### 唐朝的軍政建置
621年，唐朝接管越地。次年（622年），唐在當地設「交州總管府」，管治越地軍政，任丘和為大總管。其後又改總管府為「都督府」，總管改為都督。628年，唐太宗對全國實行地區改制，把交州都督府劃歸嶺南道。到679年，唐高宗改交州都督府為安南都護府，命劉延祐任「安南都護」，兼任「經略招討使」。其後，安南都護府曾有更名。757年，安南都護府改為鎮南都護府。758年，升安南經略使為節度使。768年，再改為安南都護府。791年，唐朝在安南都護府設置「柔遠軍」。
在唐朝晚期的唐宣宗、唐懿宗時，中國西南地區的南詔曾向安南都護府發動進攻，唐廷多次遣軍與南詔交鋒。到866年，安南都護經略招討使高駢成功擊退南詔軍隊，唐廷隨即在越地設立藩鎮靜海軍，由高駢任節度使。其後，又曾稱為「安南節度使」。一直到唐朝滅亡，靜海軍節度使仍在越地進行統治。

### 唐時的越地人民起事
越南地區在第三次北屬時期，曾發生多起民變。民變的形成與唐政府官員的素質有關。從唐初開始，遇上此一問題，正如臺灣學者呂士朋指出，「交州終不能得良吏以治之，州政不舉，貪利侵侮之風如故」。這大大影響了唐地越南地區的民情，元代史家胡三省作這樣的歸納：「史言蠻非好亂，苦於貪帥而亂。」
武后當政時，唐廷任劉延祐為都護，兼任「本管經略招討使」。劉延祐到任後把原先嶺南「俚戶」的舊輸半租，改為輸全租，導致俚戶不滿，並由交州人李嗣仙領導謀反（《大越史記全書》作「李嗣先」，《舊唐書》、《新唐書》、《欽定越史通鑑綱目》均作「李嗣仙」），但被劉延祐所誅。其後，李嗣仙餘黨丁建、李思慎率眾起事，攻破安南都護的官府，擊殺劉延祐。唐廷遂派桂州司馬曹玄靜率兵入安南討伐，最終擒殺丁建、李思慎等起事者。事件發生在687年。
722年，安南人士梅叔鸞與林邑國、真臘國聯絡（《新唐書·宦官傳·楊思勗傳》又作「梅玄成」、《資治通鑑》作「梅叔焉」），攻佔安南都護府，自稱「黑帝」。唐廷遣內侍兼驃騎將軍楊思勗前往征討。楊思勗到當地，招募「群蠻子弟」，加入人數達十多萬，於是平定梅叔鸞勢力。
791年，安南都護高正平增加賦歛，遭到當地民眾反對。農曆四月，安南地區的「群蠻酋長」杜英翰起兵進攻都護府（一說領導人物為馮興），高正平憂憤而死。七月，唐廷任趙昌為安南都護，成功將起事者安撫下來。
803年，安南地區的長裴泰鏟去交州城中的溝地，引起民眾的不滿，州將王季元驅逐裴泰。唐廷任用熟悉安南事務的趙昌再任都護，到任後，當地民眾慶賀，亂事平息。關於王季元起事的始末，《資治通鑑》則有另一說法：「安南牙將王季元逐其觀察使裴泰，泰奔朱鳶。明日，左兵馬使趙勻斬季元及其黨，迎泰而復之。」
唐憲宗時，出身「酋豪」的楊清，因不滿安南都護李象古行為「貪縱」，加上自身從驩州刺史遷任「牙門將」，於是鬱鬱不快。819年農曆十月，因有黃洞蠻作亂，李象古命楊清率兵三千前往鎮壓。楊清在途中倒戈相向，進攻安南都護府，殺李象古。唐廷便命桂仲武任都護，意圖安撫楊清，授任為瓊州刺史，但楊清不從，在安南境內肆行「刑戮憯虐」，導致當地「人無聊生」。桂仲武便聯絡安南各地酋豪，逐步壯大實力，數月後聚集起七千餘人。其後，唐軍收復楊清據地，並殺楊清。事件遂平。
828年，峯州刺史王昇朝反唐，旋即失敗伏誅。據《安南志略》，平定王昇朝的安南都護韓約，後來又被亂軍所逐。
843年，安南經略使武渾命將士修築城邑，但引來將士叛亂，燒城樓、劫府庫，武渾逃奔廣州。其後，監軍段士則成功撫平亂局。
唐宣宗大中年間，安南都護李琢「為政貪暴」，強令以鹽一斗，交易牛或馬一頭，又殺當地的「蠻酋」杜存誠，引來民眾怨怒，因而聯絡中國西南地區的南詔進攻安南都護府。中國史家司馬光就認為，安南民眾對唐朝官吏的不滿情緒，「導南詔侵盜邊境」，亦即是說與後來南詔長期進攻安南都護府，有一定的關連。

### 歷任刺史、太守、都護、節度使概況
- 李　　（缺名）：隋朝仁壽年間，任驩州刺史。[24]
- 丘和：洛陽人。隋朝大業末年任交趾太守。南方林邑國常向他致送禮品，因而「富埒王者」。隋亡時，曾與割據嶺南的蕭銑對抗。最後，丘和向唐朝歸降，獲授任交州總管。[24]
- 李大亮：唐朝貞觀初年，任交州都督。[25]
- 李壽：唐朝宗室。任交州都督，因貪冒而獲罪。[25]
- 盧祖尚（字季良）：唐太宗任為交州都督，但盧祖尚並無到任，只以「為嶺南多瘴癘，去無還理」為由推辭官職，被唐太宗處死。[26]
- 李道興：唐朝宗室。635年任交州都督。因當地瘴癘，在任中憂死。[27]
- 李道彥：貞觀年間任交州刺史。曾平定山僚的叛亂。[27]
- 李鑒：襄邑王李神符之子，獲授任交州刺史。[28]
- 柳賢：蒲州人，貞觀年間任交、桂二州都督。[28]
- 杜正倫：相州人，曾在朝廷任中書侍郎、太子左庶子等職，因太子李承乾事件，而被貶為交州都督。[28]
- 竇德明：唐廷任為愛州刺史。[28]
- 甯達：武曌當權時任愛州刺史。[29]
- 褚遂良（字登善）：錢塘人，唐高宗時，皇后武曌聽信許敬宗、李義府等對遂良的詆毁，而貶為愛州刺史，不久去世。其兒子褚彥甫、褚彥沖等亦被流放愛州，並被殺。[29]
- 柴哲威：唐高宗時，柴哲威任交州都督，後升遷到朝廷任御史中丞，後又被貶為交州刺史。[30]
- 劉延祐：任安南都護，因改革俚戶租稅制度，引起當地人士反叛，劉延祐被起事者所殺。[31]
- 劉祐：任安南都護，家巨富。[32]
- 曲覽：唐中宗時任安南都護，因貪暴，聲望低落，被司錄甘猛所殺。[33]
- 光楚客：江陵人。開元初年任安南都護，與楊思勗合力平定梅叔鸞的起事。[34]
- 宋之悌：虢州弘農人[35]，開元年間曾任劍南節度使及太原尹，因犯事而被流放朱鳶，適值驩州發生動亂，之悌獲授任為交州總管，成功討平亂事。[34]
- 杜朋舉：濮陽人，任安南都護。[34]
- 何履光：桂州人，天寶年間任安南都護，曾領兵進入中國雲南地區與南詔人交戰，收復安寧城，並立銅柱以定疆界。[36]
- 康謙，胡族商人，資產數以億萬。楊國忠為宰相，授任康謙為安南都護。[37]
- 張順：唐肅宗，756年，任安南都護。[38]
- 張伯儀：張順之子，757年任鎮南都護。767年，修建大羅城（《越史略》又作「羅城」）768年，鎮南都護府再改為安南都護府。[33]另外，據《安南志略》載，張伯儀任「安南經略使，始築大羅城」。[39]張伯儀任安南都護的時間，一說為767年至777年。[40]
- 朝衡（即阿倍仲麻呂）：日本人，766年任安南都護，時有「生蠻」進攻德化州、龍武州等地，朝衡前往撫平。[39]
- 輔良交：782年任安南都護。任內，演州司馬李孟秋、峯州刺史李彼岸發動叛亂，自稱「安南節度」，被輔良交擊殺。[41]另有一說指，777年至787年期間，任安南都護的為烏崇福。[40]
- 張庭：788年任安南都護。[40]
- 龎復：789年任安南都護。[40]
- 高正平：任安南都護。791年，因增加賦歛，遭到當地人杜英翰等起兵反對，高正平憂憤而死。[15]
- 張應：繼高正平任安南經略。據《舊唐書·李復傳》載，高、張二人「相次卒官」，接連去世，參佐李元度等擁兵自重，後被唐軍將領李復所平。[42]
- 趙昌（字洪祚）：安南發生杜英翰起事時，唐廷任趙昌為安南都護，得當地民眾歸附。在任十年後，唐廷改任裴泰接位，但不久被州將王季元所逐。唐德宗便再起用年過七十，但熟悉安南事務的趙昌任都護。安南叛兵獲悉趙昌復住，便停止作亂。[17]趙昌先後兩任的安南都護任期，是791年至802年及804年至806年。[40]
- 裴泰：唐德宗命裴泰代趙昌為安南都護，不久被州將王季元所逐。[17]《資治通鑑》記載裴泰任「觀察使」，在王季元起事時逃往朱鳶，不久由左兵馬使趙勻所平，裴泰復職。[18]裴泰任職時間為802年至803年。[40]
- 張舟：806年，由安南經略副使升任安南都護、本管經略使。[43]在任期間，改建大羅城，加高城牆，並強化安南的軍事防禦，以抵抗環王國的入侵。[44]張舟在任時間為806年至810年。[40]
- 馬摠（字元會）：810年農曆七月，繼張舟任安南都護，甚有治績，史稱他「清廉不撓，用儒術教其俗。夷獠安之」。又加建銅柱，以彰顯唐朝聲威及展示自己為馬援後裔。[45]馬摠任安南都護時間，為810年至813年。[40]
- 張勵：810年至813年任安南都護。[40]
- 裴行立：任安南經略使。曾整頓當地豪族領袖，並「更擇良子弟代之。於是威風盛行。[46]裴行曾兩任安南都護，第一次為813年至817年。第二次在820年。[40]
- 李象古：唐朝宗室。任安南都護後，貪縱不法。因發生動亂，派驩州刺史楊清率兵征討，反被楊清倒戈擊殺。[47]李象古任安南都護時間，為818年至819年。[40]
- 桂仲武：任安南都護，平定楊清。[47]桂仲武任安南都護時間為819年至820年。[40]
- 王承弁：822年任安南都護。[40]
- 李原善（一作李元喜）：821年農曆九月，任安南都護。825年五月，遷移都護府到江北岸。[48]一說李原善任安南都護時間為822年至826年。[40]
- 韓約：任安南都護。828年，峯州刺史王昇朝造反，被韓約所平。後來韓約亦遭亂軍所逐。[49]韓約任安南都護時間為827年至828年。[40]
- 王昇朝：任峯州刺史，828年造反，被安南都護韓約所平。[49]
- 鄭綽：831年至832年任安南都護。[40]
- 劉旻：833年任安南都護。[40]
- 韓威：834年至835年任安南都護。[40]
- 田早：835年任安南都護。[40]
- 馬植（字存之）：開成初年任安南都護。其治下出現太平局面，史稱「其政清靜不煩，民安之。化諸酋，皆來納款」。[50]
- 武渾：任安南經略。843年，被亂軍所逐。[50]
- 裴元裕：846年至848年任安南都護。[40]
- 田在宥：大中年間任安南都護，朝廷稱他「頗立邊功」。[51]
- 崔耿：852年任安南都護。[52]
- 李琢（一作李涿）：任安南都護，貪暴，當地「夷落」不滿，便聯結南詔入侵。[53]李琢任安南都護時間為853年至855年。[40]
- 李弘甫：856年至857年任安南都護。[40]
- 宋涯：857年任安南都護。[40]
- 王式：858年農曆正月任安南都護、經略使。在任時曾加強該地防務，以抵禦南詔的入侵。在內政方面，都校羅行恭久專府政，王式便施以杖刑處罰，並加以貶黜。[54]王式任職時間為858年至859年。[40]
- 李鄠：任安南都護。後在咸通年間，被蠻人所攻而逃。[55]李鄠任安南都護時間為859年至860年。[40]
- 王寬：唐廷任為安南經略招討使。桃林林西原的七綰洞首領李由獨「舉眾附蠻」，王寬無法制止。[55]王寬任職時間為861年。[40]
- 蔡襲：862年，唐廷派蔡襲代王寬任安南經略，不久，南詔派兵攻打安南，蔡襲死守，於次年（863年）陣亡。南詔將領楊思縉領兵留守安南。[56]
- 宋戎：863年，唐廷置「行交州」於海門鎮，任宋戎為交州刺史。[57]
- 高駢（字千里）：864年，唐廷派高駢為安南都護，先後在峯州、交州等地擊破叛唐「土酋」及南詔軍隊。866年，唐廷在安南設靜海軍，由高駢任節度使。在高駢治理期間，進一步修治了重要城市大羅城。[58]高駢任職時間為864年至868年。[40]
- 高潯（一作高鄩）：高駢從孫。[59]與高駢收復安南，代高駢任靜海軍節度使。[60]高潯任職時間為868年至873年。[40]
- 曾袞：《越史略》載，曾袞在唐僖宗時，代高鄩任靜海軍節度使。[33]《安南志略》載，曾袞於877年任安南都護，任內南詔入侵，曾袞逃至中國邕州。[60]曾袞任職時間為878年至880年。[40]
- 敬彥宗：愛州人，任刺史。[61]
- 高茂卿：882年任職。[40]
- 謝肇：884年任職。[40]
- 安友權：897年至900年任職。[40]
- 孫德昭：901年，唐廷命孫德昭「充靜海軍節度使」，同年任安南節度使。[62]
- 朱全昱：朱全忠之兄。唐廷任為安南節度使。905年，朱全忠「請罷之」。[63]
- 獨孤損：905年農曆三月，唐廷命獨孤損「充靜海節度使」。關於獨孤損的到任，元代史家胡三省卻提出質疑，認為「靜海軍治交州，在嶺海之外，損安得至邪！」[64]然而現代中國學者郭振鐸、張笑梅則提到，獨孤損「大力推廣唐的文物典章制度，使之盡快地輸入安南，使安南漢文化廣為普及。他為政僅數月，以唐律嚴治安南，凡違令者處以酷刑，並投獄為囚。州內安寧無事，政績初見成效，州人讚他為『獄尚書』。」又提到他在同年被貶職，流放海南島。[65]

※唐末以後情況，請參見以下「越人自主及建國」。

### 越人自主及建國
中國踏入唐末五代時，越南地區人士亦開始進行自主。交州人曲承裕自稱靜海軍節度使，控制越地。到曲顥繼任節度使時，與盤踞中國嶺南地區的劉隱（南漢政權）對峙，「志在相圖」，雙方因而發生衝突。到曲顥之子曲承美繼位後，於930年遭到南漢進攻，曲承美被擒。
南漢鏟除曲氏後，便委任愛州人楊廷藝（一作楊延藝）繼續管治越南地區，並派軍駐防，以備當地人士反抗。但在931年，楊廷藝發難，成功擊敗南漢駐軍，自稱節度使，統治越地。937年，楊廷藝被牙將矯公羨（一作皎公羨）所殺。楊廷藝的另一位牙將吳權征討公羨，公羨於是向南漢政權求援。南漢君主劉隱遂派皇子劉洪操（一作劉弘操）率軍入越。南漢與吳權軍隊在白藤江爆發戰事。結果，南漢戰敗，吳權在越地建立新政權，是為吳朝。

## 對外關係

### 與占婆國的關係
中國隋朝在602年，派將領劉方率兵南下，把越南北部地區併入版圖後，位於印支半島的占婆國（中國文獻裡又稱為林邑國），便成為隋朝南鄰。604年，劉方獲任命為驩州道行軍總管，與司馬李綱、欽州刺史寧長真、驩州刺史李暈、上開府秦雄等，從越北地區出發，進攻占婆。605年，劉方率軍到靈江口，與占婆王范梵志交戰，隋軍得利。其後深入至闍黎江，劉方擊潰敵軍，渡江後又再攻破占婆象陣。此後劉方行軍甚為順利，最終攻進占婆國都，范梵志奔逃。隋廷便在占婆國境設置比景郡（初稱蕩州）、海陰郡（初稱農州）、林邑郡（初稱冲州）。不久隋軍撤退，占婆王范梵志返回故地，遣使到隋廷謝罪，其後朝貢不絕。
在唐代前期，與占婆國的邦交處於友好狀態，占婆曾多次遣使到唐入貢。但到唐朝中葉，占婆國踏入第五王朝（中國典籍又稱為環王國）後，雙方爆發軍事衝突，而唐朝治下的越南地區亦首當其衝。803年農曆一月，占婆王訶梨跋摩一世的軍隊侵入驩、愛二州。數年後，809年，占婆再度入侵安南都護府轄地，但被安南都護張舟所擊破。 824年農曆十一月，占婆聯同黃洞蠻入侵陸州（在今越南諒山省一帶），陸州刺史葛維在戰事中陣亡。到唐朝晚期，安南都護府因與南詔國發生戰事，未暇顧及占婆。而占婆國在第六王朝時的君主因陀羅跋摩二世，則曾於877年遣使到唐廷入貢。

### 爪哇地區盜寇的侵擾
在中國唐代時，爪哇地區的訶陵國（又稱闍婆），與中土之間有著通商和邦交的關係。到唐代宗大曆年間，有一批來自爪哇的「崑崙闍婆」盜寇，入侵安南都護府地區，在767年更攻陷安南地區州城。唐廷調度軍隊，由安南經略使張伯儀與武定都尉高正平聯手，成功擊破崑崙闍婆。其後，張伯儀修築大羅城（又稱羅城，即現時越南河內），以作防衛。此後，安南未再受其侵擾。

### 南詔國的侵擾
南詔位於中國西南，與唐朝為鄰，與安南都護府所轄的越南地區亦亦互相接壤。自唐朝中葉起，南詔與唐多次在四川地區相攻，勢成水火。唐朝在安南的治理又時有失當，南詔便計劃攻取安南。唐宣宗大中年間，安南都護李涿（一作李琢）貪暴，強令以一斗鹽交易馬牛一頭，並殺害「蠻酋」杜存誠，惹起當地民眾不滿。李涿又把峯州戍兵裁撤，使原本為唐廷作防禦工作的七綰洞蠻孤立無緩。七綰洞蠻酋長李由獨在南詔的利誘之下，遂改投南詔，入寇安南。858年，南詔進攻安南交趾城（即大羅城，為現時河內），但因該地原有嚴密的防禦設施，「樹芀木為柵，可支數十年，深塹其外，泄城中水，塹外植竹，寇不能冒，選教士卒甚銳」，南詔軍隊見無法進攻而撤去。
其後，唐廷任李鄠為安南都護。李鄠上任不久，就殺害「蠻酋」杜存誠之子杜守澄。到860年農曆十月，李鄠對南詔用兵，收復位於黔中道的播州，但杜守澄的宗黨卻聯合南詔，合共兵力三萬，攻陷安南交趾，李鄠逃到武州（位於現時中國廣西）。唐廷在861年正月，發邕州軍隊抗擊南詔。到該年六月，李鄠率武州兵擊退南詔軍隊，但唐廷追究他的「失守」及「殺守澄之罪」，而加以流放。事後，唐廷起用當地名門杜氏家族，「務在姑息，冀收其力用」。
861年七月，唐、南詔雙方戰事不斷，在中國西南地區的邕州、巂州等地互有攻守。到862年二月，南詔再攻安南，安南經略使王寬向唐廷告急，唐廷派蔡襲代任經略使，在許、滑、徐、汴、荊、襄、潭、鄂等各道調兵三萬準備反擊。南詔軍見唐軍勢盛而撤退。
蔡襲統率各道軍隊駐守安南，卻引來嶺南西道節度使蔡京忌恨。蔡京向唐廷奏稱「南蠻（指南詔）遠遁，邊徼無虞，武夫邀功，妄占戍兵，虛費餽運。蓋以荒陬路遠，難於覆驗，故得肆其姦詐。請罷戍兵，各還本道」，要求撤回各道軍隊。蔡襲多次向朝廷上書，極言「羣蠻伺隙日久，不可無備」，又作「十必死狀」，表示軍情危急，應挽留駐兵。但唐廷最終接納了蔡京的建議。862年十一月，南詔派軍五萬入侵安南，蔡襲（時任都護）告急，唐廷急忙從荊南、湖南、桂州等地調兵數千，但又有嶺南東道節度使韋宙奏請先守衞邕州，阻撓援救安南。唐廷令蔡襲退守海門鎮（位於中國廣西），蔡襲卻堅守交趾城（大羅），並繼續要求增援。南詔大軍包圍交趾城，到863年正月城陷，蔡襲戰死，唐軍潰敗，南詔遂據有安南，由將領楊思縉駐守，又設安南節度使，由段酋遷任職。同年金月，唐廷廢安南都護府，在海門鎮另設「行交州」，不久在行交州復置安南都護府，積極從事收復安南。
864年，唐廷任高駢為安南都護及經略招討使。865年，高駢揀選士卒五千人先行出擊，命監軍李維周稍遲出發。高駢在邕州（位於中國廣西）擊敗南詔的援軍「林邑兵」，又在龍州屯擊敗南詔軍，南詔軍燒毁物資及畜口，狼狽而逃。唐軍開進越地，在峯州擊破敵軍，安撫降眾，獲取物資充當軍用，然後向交趾城步步進迫。866年六月，唐軍包圍交趾城，戰況順利，但李維周在這時向唐廷進讒，稱高駢「玩敵不進」，唐廷聽信讒言，改派王晏權代替高駢。但王晏權未能勝任軍職，李維周又性格凶貪，軍中將領不服。到唐廷得知真相乃高駢破敵，便令高駢復職。高駢鼓舞士卒，到十月，攻破交趾城，殲滅南詔軍三萬餘人，斬其將段酋遷。南詔戰敗後，安南地區仍有兩個峒蠻依附南詔，唐軍將之擊破，恢復對安南的統治。戰後，唐廷設靜海軍於安南，任高駢為節度使。

## 地理建置

### 隋朝在越地的地理建置
| 郡縣名 | 戶口         | 備注 |
| 交趾郡 | 戶口：3,0056 | 《隋書·地理志下》：舊稱交州。                                                                            |
| 宋平縣 | ／           | 《隋書·地理志下》：在隋以前為宋平郡。隋朝滅陳，廢宋平郡。隋煬帝大業初年設交趾郡。                        |
| 龍編縣 | ／           | 《隋書·地理志下》：在隋以前為交趾郡。隋朝滅陳，廢交趾郡。大業初年歸入交趾郡。                            |
| 朱䳒縣 | ／           | 《隋書·地理志下》：在隋以前為武平郡。隋朝滅陳，廢武平郡。                                                |
| 隆平縣 | ／           | 《隋書·地理志下》：舊稱武定，隋以前屬武平郡。隋文帝開皇十八年（598年）改名為隆平。                       |
| 平道縣 | ／           | 《隋書·地理志下》：舊稱國昌，開皇十二年（592年）改名為平道。                                             |
| 交趾縣 | ／           | 《元和郡縣圖志》卷第三十八：交趾縣本漢代龍編縣地，隋開皇十年（590年）分置交趾縣。                        |
| 嘉寧縣 | ／           | 《隋書·地理志下》：隋以前為興州、新昌郡。隋滅陳，廢新昌郡。開皇十八年（598年）改稱峯州。大業初年廢峯州。 |
| 新昌縣 | ／           | ／ |
| 安人縣 | ／           | 舊稱臨西，開皇十八年（598年）改名安人。                                                                  |

| 郡縣名 | 戶口         | 備注                                                                                                  |
| 九真郡 | 戶口：16,135 | 《隋書·地理志下》：在南朝梁時稱愛州。 《元和郡縣圖志》卷第三十八：隋大業三年（607年）改名九真郡。     |
| 九真縣 | ／           | 《隋書·地理志下》：帶郡。 《元和郡縣圖志》卷第三十八：隋開皇十七年（597年），分移風縣地設置，屬愛州。 |
| 移風縣 | ／           | 《隋書·地理志下》：在隋以前設九真郡。隋滅陳，廢郡。                                                   |
| 胥浦縣 | ／           | ／ |
| 隆安縣 | ／           | 《隋書·地理志下》：舊稱高安，開皇十八年（598年）改名為隆安。                                          |
| 軍安縣 | ／           | ／ |
| 安順縣 | ／           | 《隋書·地理志下》：舊稱常樂，開皇十六年（596年）改名安順。                                            |
| 日南縣 | ／           | 《元和郡縣圖志》卷第三十八：本漢代居風縣地,晉代分置津梧縣，隋開皇十年（590年）再分置日南縣。          |

| 郡縣名 | 戶口        | 備注 |
| 日南郡 | 戶口：9,915 | 《隋書·地理志下》：南朝梁時稱德州。開皇十八年（598年）改名驩州。 《元和郡縣圖志》卷第三十八：隋大業三年（607年）改名日南郡。 |
| 九德縣 | ／          | 《隋書·地理志下》：帶郡。 |
| 咸驩縣 | ／          | ／ |
| 浦陽縣 | ／          | ／ |
| 越常縣 | ／          | ／ |
| 金寧縣 | ／          | 《隋書·地理志下》：南朝梁時設利州。開皇十八年（598年）改為智州。大業初年廢智州。                                             |
| 交谷縣 | ／          | 《隋書·地理志下》：南朝梁時設明州，大業初年廢州。                                                                            |
| 安遠縣 | ／          | ／ |
| 光安縣 | ／          | 舊稱西安，開皇十八年（598年）改稱光安。                                                                                      |

| 郡縣名 | 戶口        | 備注 |
| 比景郡 | 戶口：1,815 | 《隋書·地理志下》：隋朝大業元年（605年）攻破林邑國（即占婆國），置蕩州，後改為郡。 《隋書·南蠻傳·林邑》：後來林邑王「復其故地，遣使謝罪」，亦即比景、海陰、林邑三郡回歸林邑國。 |
| 比景縣 | ／          | ／ |
| 朱吾縣 | ／          | ／ |
| 壽泠縣 | ／          | ／ |
| 西捲縣 | ／          | ／ |

| 郡縣名 | 戶口        | 備注                                                                   |
| 海陰郡 | 戶口：1,100 | 《隋書·地理志下》：隋朝大業元年（605年）攻破林邑國，置農州，後改為郡。 |
| 新容縣 | ／          | ／                                                                     |
| 真龍縣 | ／          | ／                                                                     |
| 多農縣 | ／          | ／                                                                     |
| 安樂縣 | ／          | ／                                                                     |

| 郡縣名 | 戶口        | 備注                                                                 |
| 林邑郡 | 戶口：1,815 | 《隋書·地理志下》：隋朝大業元年（605年）攻破林邑，置冲州，後改為郡。 |
| 象浦縣 | ／          | ／                                                                   |
| 金山縣 | ／          | ／                                                                   |
| 交江縣 | ／          | ／                                                                   |
| 南極縣 | ／          | ／                                                                   |

※以上各項，參考魏徵《隋書·地理志下》（北京中華書局版）及李吉甫《元和郡縣圖志》卷第三十八（北京中華書局版）製成。

### 唐朝在越地的地理建置

#### 州縣
唐代時期，越南地區歸入嶺南道管轄。該道在越地的州縣建置情況，列表如下。
| 州縣名 | 備注                           |
| 交州   | 約當現時河內、北寧、南定等地。 |
| 宋平縣 | ／                             |
| 南定縣 | ／                             |
| 太平縣 | ／                             |
| 交趾縣 | ／                             |
| 朱鳶縣 | ／                             |
| 龍編縣 | ／                             |
| 平道縣 | ／                             |
| 武平縣 | ／                             |

| 州縣名 | 備注                                                       |
| 峯州   | 約當交州以西紅河上游兩岸，至中國雲南境內的羈縻州該屬峯州。 |
| 嘉寧縣 | ／                                                         |
| 承化縣 | ／                                                         |
| 新昌縣 | ／                                                         |
| 高山縣 | ／                                                         |
| 珠綠縣 | ／                                                         |

| 州縣名 | 備注             |
| 長州   | 約當現時寧平省。 |
| 文陽縣 | ／               |
| 銅蔡縣 | ／               |
| 長山縣 | ／               |
| 其常縣 | ／               |

| 州縣名 | 備注             |
| 愛州   | 約當現時清化省。 |
| 九真縣 | ／               |
| 安順縣 | ／               |
| 崇平縣 | ／               |
| 軍寧縣 | ／               |
| 日南縣 | ／               |
| 長林縣 | ／               |

| 州縣名 | 備注             |
| 驩州   | 約當現時河靜省。 |
| 九德縣 | ／               |
| 浦陽縣 | ／               |
| 越裳縣 | ／               |
| 懷驩縣 | ／               |

| 州縣名 | 備注                   |
| 演州   | 約當現今乂安省大部份。 |
| 忠義縣 | ／                     |
| 懷驩縣 | ／                     |
| 龍池縣 | ／                     |
| 思農縣 | ／                     |
| 武容縣 | ／                     |
| 武金縣 | ／                     |

| 州縣名 | 備注                         |
| 福祿州 | 約當現時乂安省東南及河靜省。 |
| 柔遠縣 | ／                           |
| 唐林縣 | ／                           |
| 福祿縣 | ／                           |

| 州縣名 | 備注                 |
| 陸州   | 約當現今諒山省等地。 |
| 烏雷縣 | ／                   |
| 華清縣 | ／                   |
| 寧海縣 | ／                   |

| 州縣名 | 備注             |
| 湯州   | 約當現時宣光省。 |
| 湯泉縣 | ／               |
| 綠水縣 | ／               |
| 羅韶縣 | ／               |

| 州縣名 | 備注             |
| 芝州   | 約當現時老街省。 |
| 忻城縣 | ／               |
| 富川縣 | ／               |
| 平西縣 | ／               |
| 樂光縣 | ／               |
| 樂艷縣 | ／               |
| 多雲縣 | ／               |
| 思龍縣 | ／               |

| 州縣名 | 備注             |
| 武峨州 | 約當現時太原省。 |
| 武峨縣 | ／               |
| 如馬縣 | ／               |
| 武義縣 | ／               |
| 武夷縣 | ／               |
| 武緣縣 | ／               |
| 武勞縣 | ／               |
| 梁山縣 | ／               |

| 州縣名 | 備注             |
| 武安州 | 約當現時廣寧省。 |
| 武安縣 | ／               |
| 臨江縣 | ／               |

※以上各項，參考呂士朋《北屬時期的越南》第四章《隋唐五代時期的安南》（香港中文大學新亞研究所）製成。

#### 羈縻州
唐代在轄下的越南地區，還設有「羈縻州」的行政單位。有關唐朝地方制度中的羈縻州，據史家顧頡剛、史念海的說法，該制度設有州、縣的名稱，而刺史、縣令均以當地酋長、渠魁擔任其內部行政，唐朝中央政府甚少過問，後世的土司制度與之相似。
唐代在越地設置的各個羈縻州，列表如下。
| 羈縻州名 | 備注                                                                                     |
| 德化州   | 《新唐書·地理志七下》：唐代宗永泰二年（766年），在林覩符部落設立。轄縣二：德化、歸義。   |
| 郎茫州   | 《新唐書·地理志七下》：永泰元年（766年），在林覩符部落分縣。轄縣二：郎茫、古勇。         |
| 龍武州   | 《新唐書·地理志七下》：大曆年間在潘歸國部落設置。轄縣二：龍丘、福宇。                    |
| 歸化州   | 《新唐書·地理志七下》：轄縣四：歸朝、洛都、落回、落巍。                                  |
| 郡州     | 《新唐書·地理志七下》：土貢有白鑞、孔雀尾。轄縣二：郡口、樂安。                          |
| 萬泉州   | 《新唐書·地理志七下》：轄縣一：陸水。                                                    |
| 思農州   | 《新唐書·地理志七下》：轄縣三：武郎、武容、武全。                                        |
| 為州     | 《新唐書·地理志七下》：轄縣三：都龍、漢會、武零。                                        |
| 西原州   | 《新唐書·地理志七下》：轄縣三：羅和、古林、羅淡。                                        |
| 林西州   | 《新唐書·地理志七下》：轄縣二：林西、甘橘。                                              |
| 思廓州   | 《新唐書·地理志七下》：轄縣三：都寧、昆陽、羅方。                                        |
| 武靈州   | 《新唐書·地理志七下》：轄縣三：文葛、甘郎、蘇物。                                        |
| 新安州   | 《新唐書·地理志七下》：轄縣三：歸化、賓陽、安德。                                        |
| 金廓州   | 《新唐書·地理志七下》：轄縣三：羅嘉、文龍、祿榮。                                        |
| 提上州   | 《新唐書·地理志七下》：轄縣三：長賓、提頭、朱綠。                                        |
| 甘棠州   | 《新唐書·地理志七下》：轄縣一：忠誠。                                                    |
| 武定州   | 《新唐書·地理志七下》：轄縣三：福祿、柔遠、康林。                                        |
| 都金州   | 《新唐書·地理志七下》：轄縣四：溫泉、嘉陵、甘陽、都金。                                  |
| 諒州     | 《新唐書·地理志七下》：轄縣二：武興、古都。                                              |
| 武陸州   | 《新唐書·地理志七下》：唐文宗開成三年（838年），安南都護馬植在武陸縣設置。               |
| 平原州   | 《新唐書·地理志七下》：開成四年（839年）分都金州的平原館設置。轄縣三：龍石、平林、龍當。 |
| 龍州     | ／                                                                                       |
| 武定州   | ／                                                                                       |
| 真州     | ／                                                                                       |
| 信州     | ／                                                                                       |
| 思陵州   | ／                                                                                       |
| 祿州     | 《新唐書·地理志七下》：唐中宗時有單樂縣，後省除。                                        |
| 南平州   | ／                                                                                       |
| 西平州   | ／                                                                                       |
| 門州     | ／                                                                                       |
| 餘州     | ／                                                                                       |
| 巋州     | ／                                                                                       |
| 金隣州   | 《新唐書·地理志七下》：唐高宗儀鳳元年（676年）設置。                                     |
| 暑州     | ／                                                                                       |
| 羅伏州   | ／                                                                                       |
| 儋陵州   | ／                                                                                       |
| 樊德州   | ／                                                                                       |
| 金龍州   | ／                                                                                       |
| 哥富州   | 《新唐書·地理志七下》：唐德宗貞元十二年（796年）設置。                                   |
| 尚思州   | 《新唐書·地理志七下》：唐德宗貞元十二年（796年）設置。                                   |
| 安德州   | 《新唐書·地理志七下》：唐德宗貞元十二年（796年）設置。                                   |

※以上各項，主要依據歐陽修《新唐書·地理志七下》製成。

## 第三次北屬時期的社會文化

### 宗教發展
因受中國內地的影響，且有本地官府的帶動，佛教在越南地區漸成重要信仰。早在601年，即李佛子降隋的前一年，隋文帝下詔在全國奉安舍利，交州亦執行詔令（隋對交州的統治見上文)，現存碑銘記載隋廷「於交州龍編縣禪眾寺奉安舍利，敬造靈塔」，以弘揚佛教。到隋末唐初，越地九真郡長官傾心佛教，並「聚道徒跡求道場」。到9世紀，即唐代中期，禪宗的毋言通派於傳入越南，其中心地區為現時河內城郊扶董一帶的建初寺。此外，毗尼多流支派（即「滅喜派禪宗」），早在6世紀後期傳入越南，到唐代發展迅速，在峰山（位於山西市社）、驩州（即乂安省）、長州（即寧平省）等地興建佛寺。與此同時，安南都護府也大力鼓勵佛教，在各地興建寺院。
此外，據越南出土的唐代文物青梅社鐘銘文所顯示，越地佛教在中唐時期，與中國一樣，傳統的「社」與「法社」漸相結合，形成一種融合式的「民間社」。此外，該鐘的銘文上記載的人物名字，既有佛教信眾，也有道士，他們均是鑄造社鐘時的捐施者，此一情況，與今日越南儒釋道三教融合，大概有一定程度的關連。

### 貨幣經濟的發展

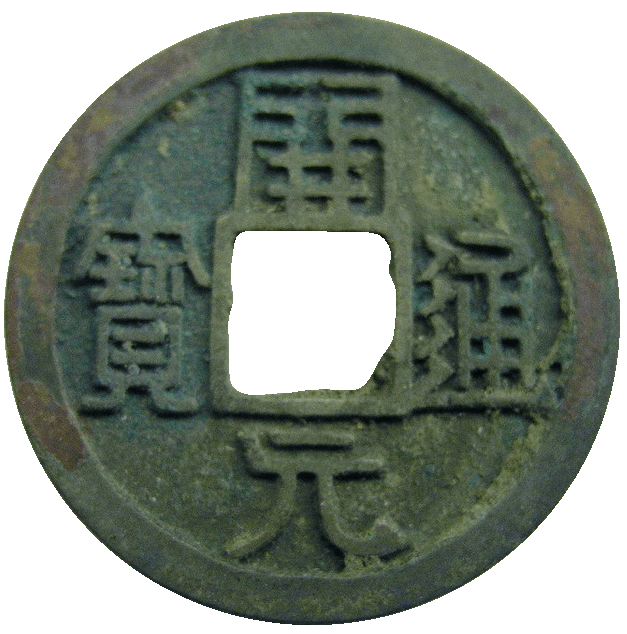
唐代鑄行的「開元通寶」

在第三次北屬時期，隋、唐政府所鑄行的貨幣，亦在越南地區流通使用，有的甚至在後世出土。南北朝時，中原銅錢短缺，當地市場長期採取以物易物的貿易模式，隋朝時鑄的「開皇五銖」流入交州郡縣，當地遂使用金屬貨幣。隋代貨幣，在唐朝大曆年間（766年─779年）以前，仍在越地流通。
唐代時期，中原技術及文化的傳入，鐵製農具獲廣泛應用，唐人修建防洪堤和灌溉用的河渠，當地民眾種植雙季稻，並有手工業和商業的發展，使經濟更為進步。唐朝鑄行的貨幣亦流入越南地區。唐朝政府於621年起鑄行「開元通寶」，後來曾改鑄錢面上的文字格式，而不同錢文的「開元通寶」都有在越南出土。758年鑄行的「乾元重寶」，亦流通越南。「會昌開元」在845年鑄行，流入越地的是在桂州鑄造，錢背上有一「桂」字。「會昌開元」製作不精，但流傳亦廣。
唐朝中葉以後推行兩稅法，越地亦有推行，人人要用錢納稅，因此出現貨幣供不應求的現象。有出土文物顯示，當地曾鑄造「開元通寶」，以解燃眉之急。

### 中國文風的南被
中國的唐代為文化發展蓬勃的時期，在文學上取得突出的成就。越南地區在第三次北屬時期，亦受到唐代文風的薰陶。在該時期，中國內地文人，因事被貶到越地，或受命到當地任官的有不少。被貶到當地的有王勃、杜審言、沈佺期等等，到當地任官而精通詩文的則有晚唐時的高駢，他們都留下關於在當地生活及工作的作品。與此同時，中國內地有不少人士，與越地朋友以詩文互贈，如楊巨源的《供奉定法師歸安南》、賈島的《送安南惟鑒法師》等等。由此可見中國內地和越地文人之間，有頻繁的文化交往，並從而帶動越地文風發展。
在越地亦有憑著文才，入仕唐廷的文人。較著名的是愛州人姜公輔。公輔在唐德宗時參加科舉，登進士第，因而入仕，曾官至諫議大夫、同中書門下平章事等職，為德宗一朝的重要歷史人物，並與朝中名臣陸贄友好。他的作品《白雲照春海賦》及《對直言極諫策》被收錄到《全唐文》，反映他為具有文才及見識的安南文士。

### 本土習俗
越南地區在此一時期當中，雖籠罩在中國文化之下，但該地仍有部分的部落民眾，較少接觸中國文化。這些民眾被稱為「生獠」。據晚唐時人崔致遠所提及，「生獠」在日常習俗、人際關係、衣著、嫁娶等方面，均與中原內地有所相當差異，保留了自身的特色。在他的《補安南錄異圖記》裡記載：
|  | 管內生獠，多號『山蹄』，或被髮鏤身，或穿胸鑿齒，詭音嘲哳，奸態睢盱。其中尤異者，臥使頭飛，飲於鼻受，豹皮裹體，龜殼蔽形。搗木絮而為裘（原注：獠子多衣木皮，熟搗有如纖纊），編竹苫而作翅。生養則夫妻代患，長成則父子爭雄。縱時有傳譯可通，亦俗無桑蠶之業。唯織雜彩狹布，多披短襟交衫。或有不縫而衣，不粒而食，死喪無服，嫁娶不媒，戰有排刀，病無藥餌。 |

可見，越南從第一次北屬到第三次北屬的約一千年間，仍與中國存有顯著的的文化差異。

### 喃字的萌發
越南古時使用的語言載體喃字，其最初的萌發，據中國學者羅長山認為應在8世紀至12世紀（即第三次北屬至李朝期間）。據《欽定越史通鑑綱目》等越南史籍記載，於791年「馮興起義」當中，出現「布蓋大王」的稱號，而「布蓋」的喃義為「父母」。羅長山分析認為，這是喃字早期出現的一種假借字形式。到13、14世紀，喃字便以形聲字與假借字的形式出現。

## 自然災異
- 貞觀二十一年（647年）農曆八月，驩州水災。[97]
- 貞觀二十二年（648年）夏，交州水災。[97]
- 開元四年，安南都護府江中有大蛇，首尾橫出兩岸，經日而腐，寸寸自斷。數日，江魚盡死，蔽江而下，十十五五相附著，江水臭。[98]

### 引用
1. ↑  《大越史記全書·外紀》裡有《屬隋唐紀》。
2. ↑  陳重金（即陳仲金）越南通史（即《越南史略》），北京商務印書館，41頁。
3. ↑  陳重金（即陳仲金）《越南通史》（即《越南史略》），北京商務印書館，39─40頁。
4. ↑  王承文《越南新出隋朝〈舍利塔銘〉及相關問題考釋》，收錄於《學術研究》2014年第6期，廣東省社會科學界聯合會《學術研究》雜誌社，100─101頁。
5. ↑  魏徵等《隋書·劉方傳》，北京中華書局，1357─1358頁。
6. ↑  郭振鐸、張笑梅《越南通史》，中國人民大學出版社，198─201頁。
7. ↑  黎崱《安南志略》卷第八，206頁；呂士朋《北屬時期的越南》，香港中文大學新亞研究所，118頁。
8. ↑  歐陽修《新唐書·地理志七》，北京中華書局，1111─1112頁；呂士朋《北屬時期的越南》，香港中文大學新亞研究所，118─119頁。
9. ↑  劉昫等《舊唐書·德宗本紀》，北京中華書局，372頁。
10. ↑  呂士朋《北屬時期的越南》，香港中文大學新亞研究所，131─133頁；郭振鐸、張笑梅《越南通史》，中國人民大學出版社，211─212頁。
11. ↑  呂士朋《北屬時期的越南》，香港中文大學新亞研究所，118頁。
12. ↑  《資治通鑑‧唐紀》胡三省注，北京中華書局，7524頁。
13. ↑  劉昫等《舊唐書·文苑傳上·劉胤之附劉延祐傳》，北京中華書局，4995頁；司馬光《資治通鑑·唐紀》，北京中華書局，6445頁。
14. ↑  歐陽修《新唐書·宦官傳·楊思勗傳》，北京中華書局，4756頁；司馬光《資治通鑑·唐紀》，北京中華書局，6751頁。
15. 1 2  司馬光《資治通鑑·唐紀》，北京中華書局，7524頁。
16. ↑  吳士連《大越史記全書·外紀全書·屬隋唐紀》，東京大學東洋文化研究所，161頁。
17. 1 2 3  黎崱《安南志略》卷第九，北京中華書局，217─218頁。
18. 1 2  司馬光《資治通鑑·唐紀》，北京中華書局，7600頁。
19. ↑  劉昫等《舊唐書·李象古傳》，北京中華書局，3641頁。
20. ↑  歐陽修《新唐書·文宗紀》，北京中華書局，230頁。
21. ↑  黎崱《安南志略》卷第九，北京中華書局，225─226頁；《大越史記全書·外紀全書·屬隋唐紀》則聲稱韓約是「為楊清所逐，奔還廣州」（見東京大學東洋文化研究所校合本，162頁）。
22. ↑  司馬光《資治通鑑·唐紀》，北京中華書局，7993頁。
23. ↑  司馬光《資治通鑑·唐紀》，北京中華書局，8070頁。
24. 1 2  黎崱《安南志略》卷第八，北京中華書局，206頁。
25. 1 2  黎崱《安南志略》卷第九，北京中華書局，208頁。
26. ↑  黎崱《安南志略》卷第九，北京中華書局，208─209頁。
27. 1 2  黎崱《安南志略》卷第九，北京中華書局，209頁。
28. 1 2 3 4  黎崱《安南志略》卷第九，北京中華書局，210頁。
29. 1 2  黎崱《安南志略》卷第九，北京中華書局，211頁。
30. ↑  黎崱《安南志略》卷第九，北京中華書局，212頁。
31. ↑  黎崱《安南志略》卷第九，北京中華書局，212─213頁。
32. ↑  黎崱《安南志略》卷第九，北京中華書局，213頁。
33. 1 2 3  《越史略》卷上，收錄於《四庫全書·史部》（第466冊），上海古籍出版社，567頁。
34. 1 2 3  黎崱《安南志略》卷第九，北京中華書局，214頁。
35. ↑  劉昫等《舊唐書·文苑傳中·宋之問傳》，北京中華書局，5025─5026頁。
36. ↑  黎崱《安南志略》卷第九，北京中華書局，215頁。
37. ↑  劉昫等《舊唐書·酷吏傳下·敬羽傳》，北京中華書局，4861頁。
38. ↑  《越史略》卷上，收錄於《四庫全書·史部》（第466冊），上海古籍出版社，567頁；郭振鐸、張笑梅《越南通史》，中國人民大學出版社，209頁。
39. 1 2  黎崱《安南志略》卷第九，北京中華書局，216頁。
40. 1 2 3 4 5 6 7 8 9 10 11 12 13 14 15 16 17 18 19 20 21 22 23 24 25 26 27 28 29 30 31 32  呂士朋《北屬時期的越南》，香港中文大學新亞研究所，125頁。
41. ↑  黎崱《安南志略》卷第九，北京中華書局，216─217頁。
42. ↑  《舊唐書·李復傳》，北京中華書局，3337頁。
43. ↑  劉昫等《舊唐書·憲宗本紀》，北京中華書局，416頁。
44. ↑  黎崱《安南志略》卷第九，北京中華書局，218頁。
45. ↑  黎崱《安南志略》卷第九，及武尚清注，北京中華書局，221─223頁。
46. ↑  黎崱《安南志略》卷第九，及武尚清注，北京中華書局，223─224頁。
47. 1 2  黎崱《安南志略》卷第九，及武尚清注，北京中華書局，223頁。
48. ↑  黎崱《安南志略》卷第九，及武尚清注，北京中華書局，225頁。
49. 1 2  黎崱《安南志略》卷第九，北京中華書局，225─226頁。
50. 1 2  黎崱《安南志略》卷第九，北京中華書局，226頁。
51. ↑  劉昫等《舊唐書·田布傳》，北京中華書局，3854頁。
52. ↑  黎崱《安南志略》卷第九，北京中華書局，227頁。
53. ↑  黎崱《安南志略》卷第九，北京中華書局，228頁。
54. ↑  司馬光《資治通鑑·唐紀》，北京中華書局，2045─2046頁；黎崱《安南志略》卷第九，北京中華書局，226─227頁。
55. 1 2  黎崱《安南志略》卷第九，北京中華書局，229頁。
56. ↑  黎崱《安南志略》卷第九，北京中華書局，230頁。
57. ↑  郭振鐸、張笑梅《越南通史》，中國人民大學出版社，212頁。
58. ↑  黎崱《安南志略》卷第九，北京中華書局，231─235頁；郭振鐸、張笑梅《越南通史》，中國人民大學出版社，212頁。
59. ↑  歐陽修《新唐書·叛臣傳·高駢傳》，北京中華書局，6392頁
60. 1 2  黎崱《安南志略》卷第九，北京中華書局，244頁。
61. ↑  黎崱《安南志略》卷第九，北京中華書局，245頁。
62. ↑  劉昫等《舊唐書·昭宗本紀》，北京中華書局，771頁。
63. ↑  司馬光《資治通鑑·唐紀》，北京中華書局，8640頁。
64. ↑  司馬光《資治通鑑·唐紀》及胡三省注，北京中華書局，8640頁。
65. ↑  郭振鐸、張笑梅《越南通史》，中國人民大學出版社，234─235頁。
66. ↑  陳重金（即陳仲金）越南通史（即《越南史略》），北京商務印書館，48頁；據呂士朋《北屬時代的越南》，曲承裕任靜海軍節度使的時間，在公元905年（見香港中文大學新亞研究所版，141頁）。
67. ↑  吳士連等《大越史記全書·外紀全書·南北分爭紀》，東京大學東洋文化研究所，169頁。
68. ↑  歐陽修《新五代史·南漢世家·劉隱》，北京中華書局，813頁。
69. ↑  歐陽修《新五代史·南漢世家·劉隱》，北京中華書局，813頁；吳士連等《大越史記全書·外紀全書·南北分爭紀》，東京大學東洋文化研究所，170─171頁。
70. ↑  馬司培羅《占婆史》第三章《林邑》，臺灣商務印書館，40頁。
71. ↑  馬司培羅《占婆史》第三章《林邑》，臺灣商務印書館，40─43頁。
72. ↑  馬司培羅《占婆史》第四章《環王國及寶童龍之霸》，臺灣商務印書館，48頁。
73. ↑  歐陽修等《新唐書·敬宗本紀》，北京中華書局，228頁。
74. ↑  馬司培羅《占婆史》第五章《占婆》，臺灣商務印書館，50─51頁。
75. ↑  呂士朋《北屬時期的越南》，香港中文大學新亞研究所，130頁。
76. ↑  《蠻書校注》，樊綽撰，向達校注，北京中華書局，107─108頁。
77. ↑  司馬光《資治通鑑·唐紀》，北京中華書局，8066─8067頁；呂士朋《北屬時期的越南》，香港中文大學新亞研究所，132頁。
78. ↑  司馬光《資治通鑑·唐紀》，北京中華書局，8091─8092頁。
79. ↑  司馬光《資治通鑑·唐紀》，北京中華書局，8094頁。
80. ↑  司馬光《資治通鑑·唐紀》，北京中華書局，8095頁。
81. ↑  司馬光《資治通鑑·唐紀》，北京中華書局，8096頁。
82. ↑  司馬光《資治通鑑·唐紀》，北京中華書局，8098頁。
83. ↑  司馬光《資治通鑑·唐紀》，北京中華書局，8101─8103頁；呂士朋《北屬時期的越南》，香港中文大學新亞研究所，133─133頁。
84. ↑  司馬光《資治通鑑·唐紀》，北京中華書局，8105頁。
85. ↑  劉昫《舊唐書·南蠻列傳·南詔下》，6284頁。
86. ↑  黎崱《安南志略》卷第九，北京中華書局，231頁；呂士朋《北屬時期的越南》，香港中文大學新亞研究所，133頁。
87. ↑  顧頡剛、史念海《中國疆域沿革史》第十七章第五節，北京商務印書館，144頁。
88. ↑  王承文《越南新出隋朝〈舍利塔銘〉及相關問題考釋》，收錄於《學術研究》2014年第6期，廣東省社會科學界聯合會《學術研究》雜誌社，95─101頁。
89. ↑  元仁器《大隋九真郡寶安道場之碑文》，收錄於潘文閣、蘇爾夢主編《越南漢喃銘文匯編·第一集北屬時期至李朝》，遠東學院、漢喃研究院，8頁。
90. ↑  郭振鐸、張笑梅《越南通史》第四編第八章，中國人民大學出版社，257頁；杜繼文《佛教史》，江蘇人民出版社，300─301頁。
91. ↑  耿慧玲《越南青梅社鐘與貞元時期的安南研究》第三節《青梅社鐘內容的分析》，香港大學饒宗頤學術館，27─28頁。
92. ↑  >《越南歷史貨幣》，中國金融出版社，13─14頁。
93. ↑  呂士朋《北屬時期的越南》，香港中文大學新亞研究所，135─139頁。
94. ↑  崔致遠《補安南錄異圖記》，收錄於《桂苑筆耕集》卷十六，北京中華書局，554頁。
95. ↑  潘清簡等《欽定越史通鑑綱目》前編卷之四，貞元七年四月條。
96. ↑  羅長山《越南傳統文化與民間文學》，雲南人民出版社版，328─329頁。
97. 1 2  歐陽修等《新唐書‧五行志三》，北京中華書局，928頁。
98. ↑  歐陽修等《新唐書‧五行志三》，北京中華書局，937─938頁。